# Christoph Schminck-Gustavus
Christoph Ulrich Schminck-Gustavus (* 20. August 1942 in Frankfurt am Main) ist ein deutscher Rechtshistoriker und emeritierter Professor für Rechtsgeschichte an der Universität Bremen.

## Biographie
Christoph Schminck-Gustavus studierte und promovierte in Frankfurt am Main bei Adalbert Erler und Bernhard Diestelkamp mit der Arbeit Crimen laesae maiestatis. Das politische Strafrecht Siziliens nach den Assisen von Ariano (1140) und den Konstitutionen von Melfi (1231) . Er wurde 1973 an die gerade neu gegründete Universität Bremen berufen. Dort befasste er sich in der Lehre vor allem mit der Anfängerausbildung auf dem Gebiet der Methodik und der Rechtsgeschichte. Seine Forschungsschwerpunkte liegen in den Gebieten Faschismus, Zweiter Weltkrieg, Besatzung und Widerstand. Er verbrachte mehrjährige Forschungsaufenthalte in Italien und Griechenland und beschäftigte sich dabei vor allem mit Kriegsverbrechen, die deutsche Gebirgsjäger während der Besetzung Griechenlands im Epirus und auf Kefalonia begangen haben.
Daneben ist er Vorsitzender des Vereins „Xenos. Verein zur Förderung ausländischer Studierender in Not.“
1984 wurde er mit dem Kultur- und Friedenspreis der Villa Ichon in Bremen ausgezeichnet.

## Werke
- Hrsg.: Hungern für Hitler. Erinnerungen polnischen Zwangsarbeiter im Deutschen Reich 1940 - 1945.  Rowohlt, Reinbek bei Hamburg 1984, ISBN  3-499-15253-3.
- Das Heimweh des Walerjan Wróbel. Ein Sondergerichtsverfahren 1941/42. Dietz Verlag, Bonn 1986, ISBN 3-8012-0117-1.
- Die schönsten Jahre: Chronik einer Liebe 1943–1945. Dietz, Bonn 1991, ISBN 3-8012-0166-X.
- Bremen - kaputt : Bilder vom Krieg 1939 - 1945 ; Berichte, Dokumente, Erinnerungen. Brockkamp, Bremen 1995. Weitere Ausgaben in späteren Jahren.
- Der „Prozess“ gegen Dietrich Bonhoeffer und die Freilassung seiner Mörder. 1995, Dietz, Bonn 1995, ISBN 3-8012-3067-8. 2. Auflage 1996.
- Kephallonia 1943 - 2003  - auf den Spuren eines Kriegsverbrechens. Donat Verlag, Bremen 2004, ISBN 3-934836-66-6.  Auf Griechisch 1994 erschienen als Οι ηττημένοι της Κεφαλλονιάς. 1994, ISBN 960-721860-4.
- Der blaue Mantel: Von Dachau nach Sibirien. Zeugnisse griechischer KZ-Häftlinge 1943–1993. Donat, Bremen 2008, ISBN 3-9382-7545-6.
- Winter in Griechenland. Krieg – Besatzung – Shoah 1940–1944. Wallstein, Göttingen 2010, ISBN 978-3-8353-0591-5.
- Feuerrauch: Die Vernichtung des griechischen Dorfes Lyngiádes am 3. Oktober 1943. Dietz, Bonn 2013, ISBN 978-3-8012-0444-0.